# ジミー・ガードナー (俳優)
ジミー・ガードナー（Jimmy Gardner、1924年8月24日 – 2010年5月3日）は、イギリス出身の俳優である。本名はエドワード・チャールズ・ジェームズ・ガードナー（Edward Charles James Gardner）。 
第二次世界大戦中、ガードナーは第10飛行隊の銃手としてイギリス空軍に勤務していた。ハリファックスの尾部銃手として30回の出撃を完了し、Distinguished Flying Medalを授与された。
最初の映画出演は、1964年公開の『怪奇ミイラ男』である。その後、30以上の映画に出演し、テレビや劇場にも幅広く出演した。『お気に召すまま』のアダムや『ハムレット』の墓掘り人夫など、シェイクスピア劇におけるガードナーの最も有名な役のいくつかは、テリー・ハンズ演出の下で演じられた。
ガードナーはナイトバスの運転手アーニー・プラングとして、『ハリー・ポッター』映画シリーズの第3作『ハリー・ポッターとアズカバンの囚人』に出演した。

## 出演映画
- Doctor Who : Marco Polo (1964) .... Chenchu
- 怪奇ミイラ男 (1964) .... フレッドの友人
- He Who Rides a Tiger (1965) ....  ウェイター
- The Murder Game (1965) .... アーサー・ジレット
- アラベスク (1966) .... Hemsley（クレジットなし）
- The Committee (1968) .... Boss
- Take a Girl Like You (1970) .... Voter
- Say Hello to Yesterday (1971) .... Balloon Seller（クレジットなし）
- 10番街の殺人 (1971) .... Mr Lynch
- Up the Chastity Belt (1971) .... Little Man
- フレンジー (1972) .... ホテルのボーイ
- Ooh... You Are Awful (1972) .... Waterloo Porter（クレジットなし）
- Take Me High (1973) .... ハルバート
- 11 Harrowhouse (1974) .... Man in Snack Bar（クレジットなし）
- Percy's Progress (1974) .... Clerk of Court（クレジットなし）
- Slade in Flame (1975) .... チャーリーの父
- Short Ends (1976) .... Alchemist
- Doctor Who : Underworld (1978) .... Idmon
- テス (1979) .... Pedlar
- 狼の血族 (1984) .... Ancient
- 愛と野望のナイル (1990) .... ジャーヴィス
- ロビン・フッド (1991) .... Farmer
- Thin Ice (1995) .... Old Man with gun
- Gunslinger's Revenge / Il mio West（イタリア語題） (1998) .... サム・コメット
- ハリー・ポッターとアズカバンの囚人 (2004) .... バスの運転手アーニー
- ネバーランド (2004) .... ミスター・スノウ
- Deuce Bigalow: European Gigolo (2005) .... Kaiser（最後の映画出演）